# Alexandra Philipps
Alexandra Philipps (* 17. September 1975 in Ladenburg) ist ein deutsches Fotomodell sowie Schönheitskönigin und Moderatorin. Als Model arbeitete sie auch unter dem Namen Alezandra Philips.

## Leben
Die Sozialversicherungsfachangestellte nahm 1997/98 an mehreren Schönheitswettbewerben teil. Sie belegte bei der Wahl zur Miss World Germany am 26. September 1998 in Mannheim Platz 2 hinter Sandra Ahrabian und brachte es im gleichen Jahr zur Miss Süddeutschland. Als solche wurde sie am 27. Januar 1999 im Hotel Estrel in Berlin-Neukölln zur Miss Germany gewählt. Sie lebte seinerzeit in Alsbach bei Darmstadt. Der Wettbewerb um die Queen of the World, für den sie qualifiziert war, fand 1999 nicht statt.
Philipps wurde mehrfach fürs Fernsehen engagiert: unter anderem Echoverleihung 1999 und die Deutschen Schlagerfestspiele 1999 mit Dieter Thomas Heck. Beide Ereignisse wurden im Ersten ausgestrahlt. Ab dem 13. Januar 2007 moderierte sie jeden Samstag von 10 bis 14 Uhr die Alexandra-Philipps-Show auf Radio 21/Rockland Radio und ab Januar 2008 jeden Sonntagabend die Singleshow Rock sucht Hose. Seit August 2015 ist Philipps feste Moderatorin bei Channel 21. Außerdem moderiert sie beim Rhein-Neckar Fernsehen und beim Teleshopping-Sender 123tv.
Am 11. April 2016 war Alexandra Philipps als Kandidatin bei Wer wird Millionär? zu sehen und gewann 16.000 Euro.

## Auftritte
- seit 2007: Moderation Radio 21
- 2012–2014: Moderation Pearl.tv
- 2015–2024: Moderation Channel 21
- seit 2024: Moderation 123tv
- Moderation Rhein-Neckar Fernsehen[6]